# Literatur Nicaraguas
Die Literatur Nicaraguas ist die Literatur des zentralamerikanischen Staates Nicaragua, welcher der Zentralamerikanischen Konföderation bis 1838 angehörte und danach selbstständig wurde. „Die Frage, welchen Beitrag Lateinamerika zur Weltliteratur geleistet hat und nach wie vor leistet, ist […] mit dem Verweis auf die Autorinnen und Autoren, denen der internationale Durchbruch gelungen ist, nur sehr unzureichend beantwortet. Hinter diesen Speerspitzen der lateinamerikanischen Kultur findet sich eine außerordentliche Vielfalt von Literaturen.“ So spricht man nur noch selten von einer gemeinsamen kontinentalen lateinamerikanischen oder hispanoamerikanischen Identität. Zugleich ist die nicaraguanische Literatur nicht nur eine Regional- oder Nationalliteratur, sondern seit Beginn des 20. Jahrhunderts ein transkulturelles Phänomen. Dass sie eine besondere Berücksichtigung in Europa findet, liegt nicht nur daran, dass sie unter den Literaturen Zentralamerikas des 20. Jahrhunderts sicherlich die bedeutendste ist – nur hier kann von eigenständigen avantgardistischen Initiativen gesprochen werden –, sondern auch an der politischen Entwicklung, die dazu führte, dass durch die Nicaraguanische Revolution 1979 zahlreiche Autoren und andere Intellektuelle in politische Verantwortung gelangten und als politische Vertreter ihres Landes im Ausland bekannt wurden.

## Kolonialzeit
Das Land ist ein Beispiel für eine frühzeitige „Mestizisierung“, die bereits in dem von einem anonymen Autor des 17. Jahrhunderts in Spanisch und Nahuatl verfassten satirischen Volkstheaterstück El Güegüense (von Nahuatl: wewentsé – der Alte oder der Ahne) ihren Ausdruck findet – dem ältesten indigenen Theater-, Musik- und Tanzstück der westlichen Hemisphäre, das bis heute jährlich aufgeführt wird und seit 2005 zum Immateriellen Kulturerbe der Menschheit gehört. Die drei erhaltenen Manuskripte wurden erst im 19. und 20. Jahrhundert aufgefunden.

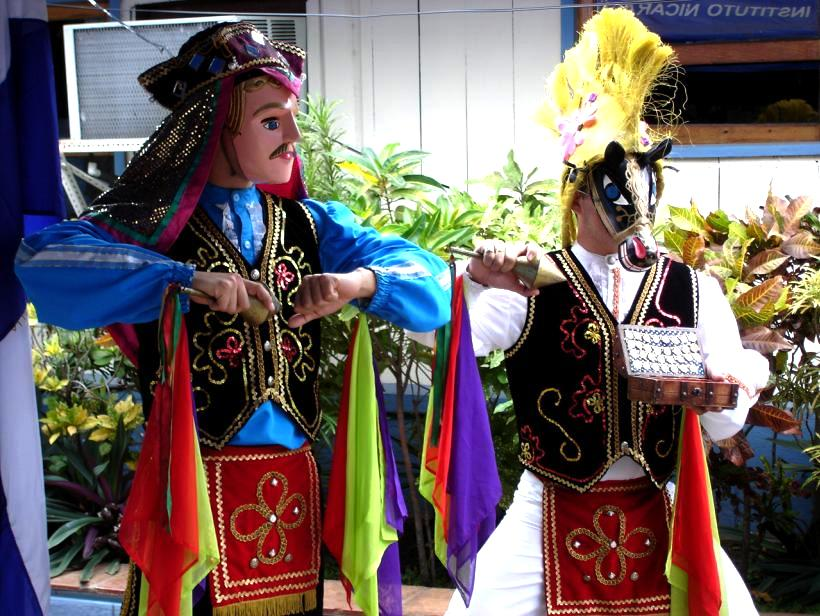
Aufführung von El Güegüense

In Nicaragua mischten sich die oralen Kulturen der präkolumbianischen, z. B. Mangue sprechenden Völker mit der Schriftkultur der Spanier an der Pazifikküste. Hinzu kommen Einflüsse der Nahuatl sprechenden Völker aus dem Norden und vermutlich der Kariben von den Antillen sowie der Chibcha aus dem Süden. An der Atlantikküste dominierte lange Zeit der von Jamaika aus ausgeübte britische Einfluss und damit die englische Sprache, die unter den weißen Zuwanderern – oft Meuterer, Deserteure oder Sklavenhändler – verbreitet war. Ihre Nachfolger waren die Bukaniere, Piraten, die von ihren Verstecken an der Atlantikküste aus operierten und in die britische Romanliteratur Eingang fanden. Seit Ende des 19. Jahrhunderts verstärkte sich hier mit der Einführung der Plantagenwirtschaft der US-amerikanische Einfluss. An der Ostküste lebt heute die Mehrzahl der Nachkommen der afroamerikanischen Sklaven; nach wie vor spielt die englische Sprache hier eine wichtige Rolle in Form des modernen Kreol.
Die literarischen Zeugnisse aus der Kolonialzeit vom 17. bis zum frühen 19. Jahrhundert sind rar. Nach der Unabhängigkeit fehlten jegliche staatliche Strukturen, es herrschte ein Klima der Gewalt. So handelt es sich bei den überlieferten Werken dieser Zeit meistens um Berichte ausländischer Forscher und Diplomaten, so z. B. eine 1827 veröffentlichte Reisebeschreibung des Briten Orlando Roberts und einen 1859 publizierten Bericht des Geologen und exilierten Teilnehmer der Revolution von 1848 Julius Fröbel. Eine kreolische Literatur entwickelte sich erst seit Ende des 19. Jahrhunderts.

## Der Modernismo

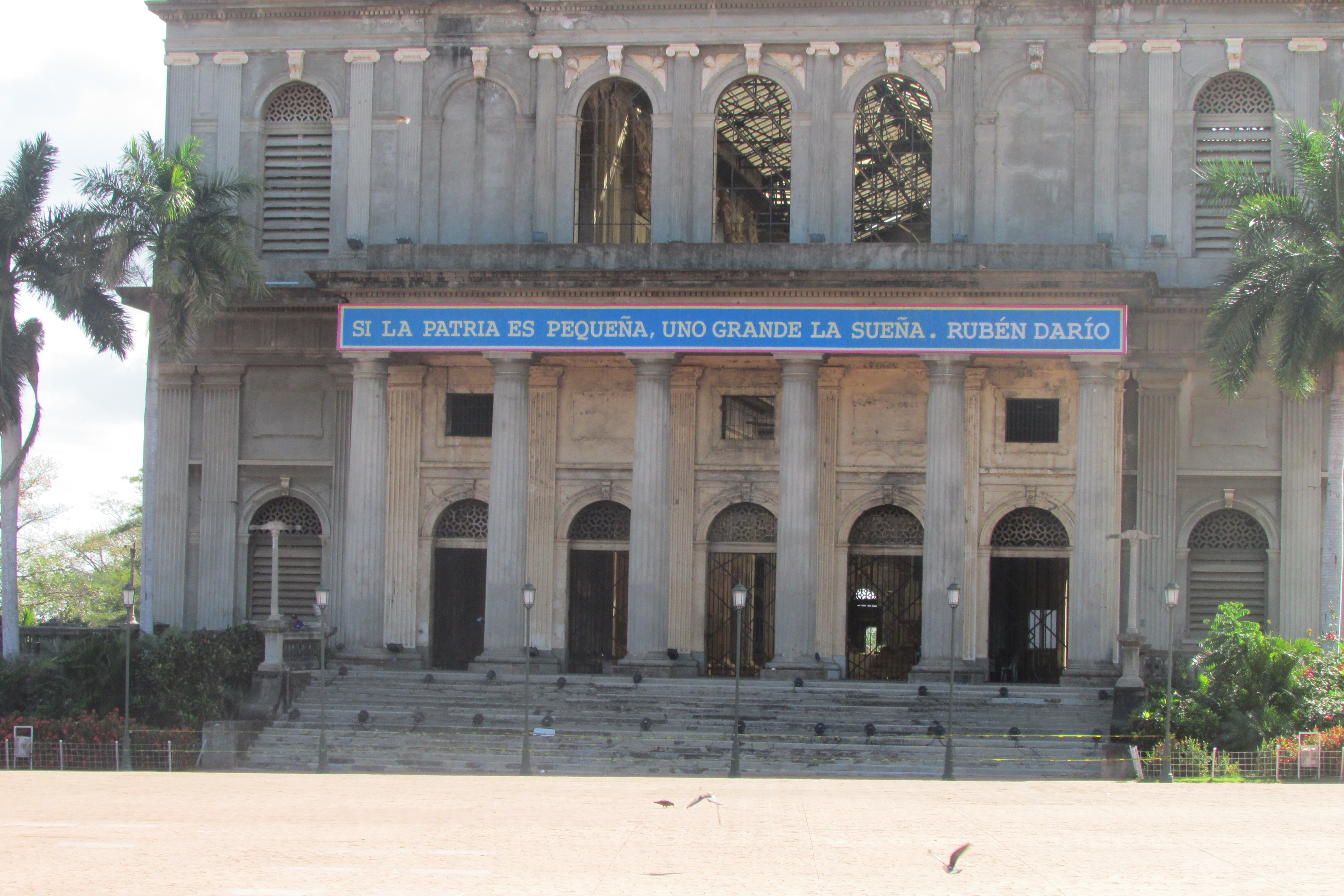
Die durch das Erdbeben 1972 teilweise zerstörte Kathedrale von Managua mit dem Zitat von Rubén Darío: Si la patria es pequeña, uno grande la sueña. („Wenn das Vaterland klein ist, träumt man es groß.“)

Trotz der verspäteten Entwicklung erreichte die Literatur Nicaraguas schon im späten 19. Jahrhundert einen ersten Höhepunkt. Einer der ersten Autoren Nicaraguas und gleichzeitig einer der bis in die heutige Zeit für ganz Lateinamerika bedeutendsten ist Rubén Darío (1867–1916), der mit seinem von den französischen Parnassiens beeinflussten Gedicht- und Kurzprosaband „Azul“ den Modernismo begründete. Der Modernismo stellte die erste selbständige literarische Richtung Hispanoamerikas dar, die sich vom spanischen Einfluss löste, aber ihrerseits auf die spanische Lyrik zurückwirkte. Innerhalb des Modernismo gab es unterschiedliche Positionen: Eine Abkehr von Europa und Hinwendung zu den präkolumbianischen Hochkulturen, die er als die Griechen und Römer Lateinamerikas bezeichnete, forderte der Kubaner José Martí in seinem Werk „Nuestra América“. Rubén Darío plädierte hingegen für die Schaffung einer lateinischen Gemeinschaft, die sich an Frankreich und nicht mehr allein am Mutterland Spanien orientieren sollte. Er proklamierte die kulturelle und politische Selbständigkeit Lateinamerikas gegenüber den USA und wird als Nationalheld verehrt, wurde in Deutschland seinerzeit allerdings kaum rezipiert. Nach dem Spanisch-Amerikanischen Krieg 1898 kam es jedoch zu einer Rückbesinnung auf das hispanische Erbe, die sowohl als Reaktion auf die Kritik an der Ausrichtung des Modernismo an der französischen Literatur als auch auf die Bedrohung Lateinamerikas durch die USA anzusehen ist. Ähnliches gilt zeitgleich für die Literatur Guatemalas und Costa Ricas. Rössner spricht in diesem Zusammenhang von einer zweiten Phase des hispanoamerikanischen Modernismo, die u. a. in der Orientierung einiger Gedichte Daríos an der höfischen Kunst des spanischen Mittelalters ihren Ausdruck fand. In seinem Gedichtband Cantos de vida y esperanza (Madrid 1905) denkt er Hispanoamerika und Spanien zu einem neuen Reich, einem reino nuevo zusammen.

## Die Avantgarde
Der Modernismo wurde um 1920 schnell überwunden. Dazu trug nicht zuletzt die kritische Auseinandersetzung mit Rubén Darío bei, die weniger ihm als Persönlichkeit und seinem Werk galt, sondern eher seiner Überhöhung als Dichterfürst. Als erstes Indiz eines Generationenwechsels gilt die Oda a Rubén Darío (Ode an Rubén Darío) von José Colonel Ortecho, die 1927 veröffentlicht wurde und gleichermaßen Liebeserklärung wie „vatermörderischen Spott“ verkörpert. Diese Ode gilt als Befreiung von einem immensen Erbe, das auf der nicaraguanischen Literatur lastete.
In Europa hatte sich mit Futurismus, Dadaismus und Surrealismus – geprägt von den Schrecken des Ersten Weltkriegs – eine avantgardistische Literatur entwickelt. Erneut spielte Frankreich eine entscheidende Rolle für die Rezeption in Lateinamerika: Paris bildete den Ausgangspunkt der hispanoamerikanischen Avantgardebewegung. Auch die Protagonisten der nicaraguanischen Bewegung brachten aus Paris den Zündfunken mit. Der Weltkrieg wurde jedoch in Lateinamerika nicht so katastrophal erlebt wie in Europa; insofern entstand hier keine so ausgeprägte Weltuntergangsstimmung. Die Avantgarde in Lateinamerika stieß auf weitaus gefestigtere Diskurs- und Gesellschaftsstrukturen als im kriegszerrütteten Europa, was teils zu ihrer erbitterten Bekämpfung führte.
Mit der Gründung der Bewegung „Vanguardia“ um die gleichnamige Zeitschrift 1931 wurde eine produktive avantgardistische Bewegung von Intellektuellen initiiert, die meist längere Zeit in Frankreich gelebt hatten. Auch der seit den 1930er Jahren wachsende Einfluss US-amerikanischer Autoren und die Tradition des spanischen Barock (Garcilaso de la Vega, San Juan de la Cruz, Luis de Góngora, Luis de León) führten zu neuen ästhetischen Ideen: Man arbeitete mit dunklen Verskonstruktionen, Worteinsparungen und Auslassen von Satzteilen, phantastisch überbordenden Bildern, einer metaphorischen Sprache und kryptischen Semantik. Es handelte sich um experimentelle Poesie, die keine Vorläufer hatte, sich aber zeitgleich in verschiedenen Ländern entwickelte. Auch das Interesse für die einheimischen indigenen Wurzeln erstarkte. Neue Entwicklungen im Film, Erkenntnisse der Anthropologie und der Psychoanalyse – Traum, Unterbewusstes und Tabua – trugen zur Formierung der Avantgarde bei.
Zu deren Vertretern gehörten Luís Alberto Cabrales (1901–1974), der bereits erwähnte José Coronel Urtecho (1906–1994), ferner Pablo Antonio Cuadra (1912–2002) und Joaquín Pasos (1914–1947), sämtlich junge Absolventen oder Studenten des Colegio Centroamérica in Granada, das von Jesuiten geleitet wurde. Sie trafen sich im Turm der Kirche La Merced in Granada, gründeten eine Schreibwerkstatt, publizierten regelmäßig Hefte und boten den Pionieren der Bewegung eine experimentelle Plattform. Die Gruppe publizierte ihre Arbeiten zuerst in den wöchentlichen Beilagen der Tageszeitung El Correo.
Aus heutiger Sicht gilt die Gruppe der Avantgardisten als literarisch extrem innovativ, politisch jedoch als ultranationalistisch, monarchistisch und „hispanistisch“. Paradox erscheint, dass sich die jungen Literaten als Sandinisten bezeichneten und den bewaffneten Kampf gegen die Yankees propagierten, gleichzeitig aber in Anastasio Somoza García, der Augusto César Sandino ermorden ließ, den wahren Führer Nicaraguas sahen, der die alte Kolonialordnung wieder herstellen würde. Diese Mischung aus künstlerischer Innovation und reaktionärer politischer Einstellung existierte auch bei den vanguardias reaccionarias anderer lateinamerikanischer Länder. Sie wandten sich für Jahre dem Faschismus zu, weil sie die Demokratie für einen Ausdruck des US-amerikanischen Utilitarismus und der Herrschaft der Ungebildeten hielten, und vollzogen erst später eine politische Wende.

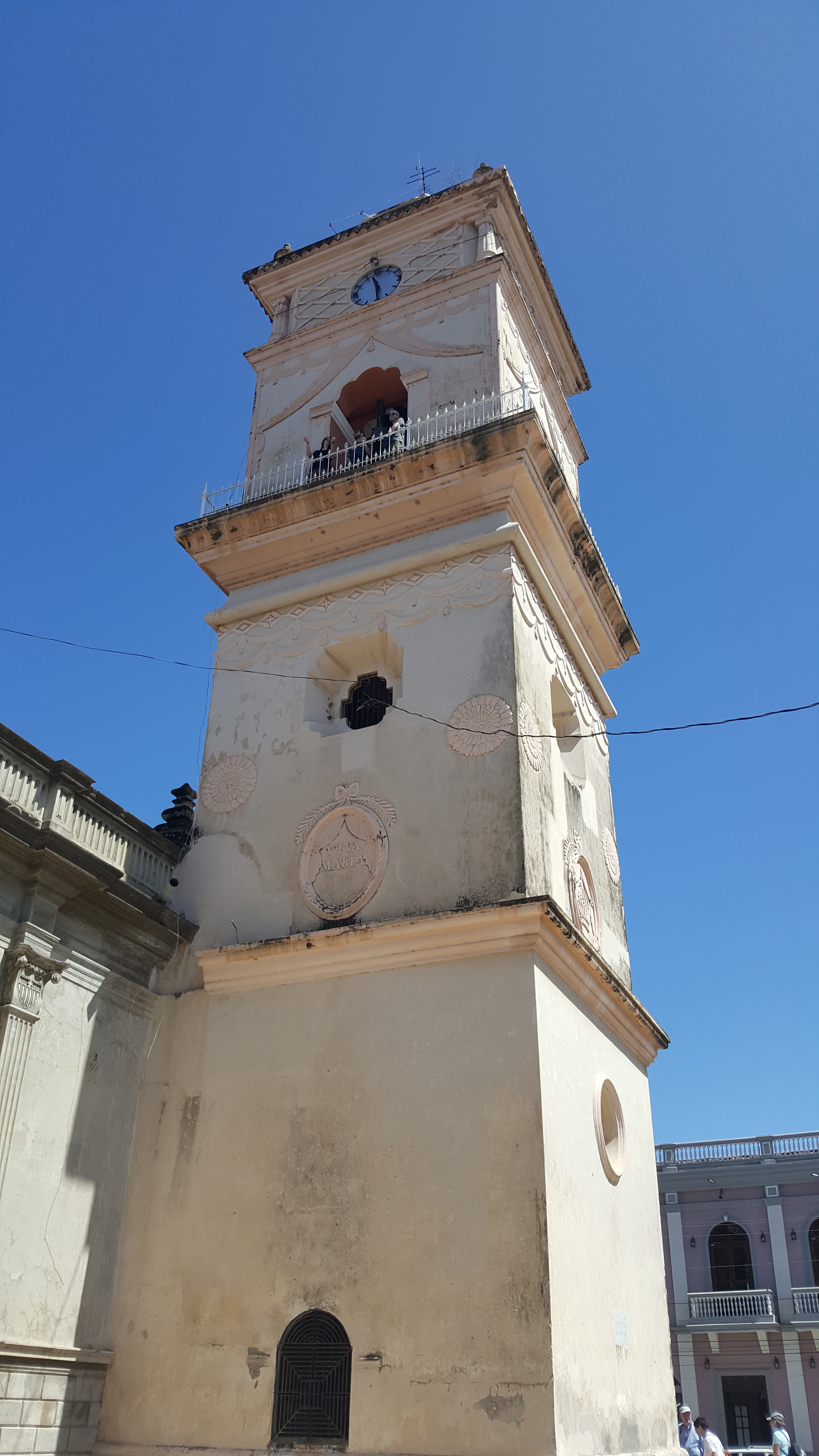
Turm der Kirche La Merced in Granada, Treffpunkt der jungen Avantgarde

Der Gruppe traten bald Octavio Rocha (1910–1986), Manolo Cuadra (1907–1957) und Alberto Ordóñez Argüello (1914–1991) bei. Die avantgardistische Bewegung brach nicht nur mit dem Modernismo, sondern auch mit der bürgerlichen Gesellschaft Nicaraguas der 1920er und 1930er Jahre, aus der sie selbst stammten. Sie opponierte offen gegen die kommerzielle Mentalität Granadas und verunsicherten die Bürger durch den despektierlichen Gebrauch des Wortes „Bürgertum“. Umgekehrt galten die jungen Dichter und Erzähler der Avantgarde den Bürgern als Faulpelze, da sie sich konsequent den bürgerlichen Studien und Tätigkeiten verweigerten und darauf beharrten, ausschließlich Dichter zu sein. Während Urtecho sich vor allem an der zeitgenössischen US-amerikanischen Literatur orientierte, brachte der Lyriker und Essayist Luis Alberto Cabrales 1928 nach seiner Rückkehr aus Frankreich Einflüsse der avantgardistischen französischen Dichtung mit. Er veränderte das Gesicht der nicaraguanischen Literatur, indem er sie in die internationalen Strömungen einband. Obwohl literarischer Avantgardist, vertrat er einen autoritären antiliberalen Katholizismus, rückte aber die kryptische avantgardistische Poesie näher an das Alltagsleben und die Sorgen und Freuden der kleinen Leute.

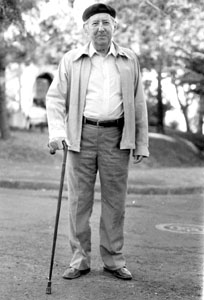
José Coronel Urtecho

Die Bekanntheit der nicaraguanischen avantgardistischen Bewegung verdankt sich vor allem der Übersetzung der Werke von José Coronel Urtecho ins Englische und ihrem Erscheinen in den USA. Er bildete seinen Stil an den großen US-amerikanischen Schriftstellern Walt Whitman, Carl Sandburg, Ezra Pound, T. S. Eliot und Henry David Thoreau aus, während seine Philosophie sich an den einflussreichen spanischen Schriftstellern Miguel de Unamuno, José Ortega y Gasset und Ramiro de Maeztu orientierte. Ohne diese Übersetzungen, die Urtecho über die Grenzen Nicaraguas hinaus enorm bekannt machten, hätte es nach Meinung des Kritikers Iván Uriarte, selbst Träger des internationalen Rubén-Darío-Preises, die Avantgarde im Land gar nicht gegeben. Es war Coronel Urtecho, der das Experimentieren und das Spiel mit den Worten förderte und forderte („Wir kennen das unmögliche Wort nicht“).
1936 fand Urtecho den Einstieg ins Theater mit der Chinfonía burguesa (Wortspiel: chinfonía aus chin = „Hauch“, „Spur“ und „Sinfonie“, burguesa = „bürgerlich“, „spießig“), die er zunächst als Gedicht zusammen mit Joaquín Pasos geschrieben hatte. Dieses Stück des absurden Theaters enthält Elemente des schwarzen Humors, Sarkasmus und Surrealismus. Freilich erlangte das Theater in späteren Jahrzehnten keine besondere Bedeutung mehr.
Pablo Antonio Cuadra reiste als sehr junger Mann durch den Süden Lateinamerikas, wo er Gelegenheit hatte, bedeutende Schriftsteller Spaniens und Lateinamerikas (u. a. García Lorca) kennenzulernen. Seine erst 1982 veröffentlichten Erlebnisse (Cuadernos del Sur) sind ein Nachklang des Stils französischer Avantgardisten. Seine Gedichte in Poemas de Nicaragüense sind befreit von Reim und Metrik, sie nehmen den Sprechstil der Landbevölkerung auf. Im Zusammenhang mit seiner Tätigkeit für das Theater setzte sich Cuadra mit der Folklore der Landbevölkerung Nicaraguas intensiv auseinander und gab eine Sammlung von Liedern heraus.
Manolo Cuadra, einer der Pioniere der modernen nicaraguanischen Erzählung, entfernte sich von der Gruppe der Avantgarde, indem er linke politische Positionen einnahm. Eines seiner bekanntesten und polemischsten Werke ist Contra Sandino en la Montaña. Unter der Somoza-Diktatur – die Herrschaft der Familie dauerte von 1934 bis 1979 – wurde er in den 1940er und 1950er Jahren mehrfach verhaftet und verbannt. Erst unter der sandinistischen Regierung wurde 1982 sein Werk wieder gewürdigt und neu aufgelegt.
Der Lyriker Octavio Rocha wurde durch seine musikalische Poesie bekannt, die er sorgfältig orchestrierte und in ein metrisches System brachte. Er galt als nüchtern, treffsicher, geschickt, mit Witz und Scharfsinn begabt – Qualitäten, die in der nicaraguanischen Poesie erst wieder mit Ernesto Mejía Sánchez (1923–1985) erreicht wurden. Ein Beispiel:
Lindas telefonistas las azucenas/hablan por sus bocinas de porcelana/con las focas locas y antiguas sirenas/de la perfumería de la mañana. (Parque no. 1)
„Hübsche Telefonistinnen weiße Lilien/sprechen durch ihre Porzellanmündchen/mit den verrückten Robben und alten Sirenen/von der Parfümerie vom Morgen.“
Joaquín Pasos Argüello wurde von Manolo Cuadra als der Dichter bezeichnet, der sich in spielerischer Form den großen Mysterien widmete: dem Tod (sicherlich beeinflusst durch den Tod seiner Mutter, als er neun Jahre alt war, und dem Wissen über seinen eigenen frühen Tod), der Liebe, dem Leben, der Apokalypse. Er verarbeitete in seinen Gedichten native Epen. Formal lehnte er sich an T. S. Eliot an. Mit seinem Gedicht Canto de guerra de las cosas wurde er weithin bekannt.

## Die Postavantgarde 1930/40 und der Aufstieg der Prosa
Die Entwicklung der Avantgarde der relativ prosperierenden 1920er Jahren mit ihrem durch US-Kredite finanzierten Aufschwung wurde durch den Bürgerkrieg 1926/27 zwischen der konservativen Regierung und den Vertretern der liberalen Kaffeeoligarchie kaum unterbrochen. Erst die Weltwirtschaftskrise und der Verfall der Kaffeepreise führten zu erheblichen sozialen Problemen und leiteten eine Wende zur erzählenden realistischen Prosa der 1930er und 1940er Jahre ein, deren Themen Geschichte, Politik und die soziale und ökonomische Situation Nicaraguas waren: Nun traten die Aufarbeitung der amerikanischen Intervention von 1912 und des von General Augusto César Sandino geführten Aufstands von 1927 bis 1933 gegen die Regierung Chamorros und ihre amerikanischen Unterstützer in den Vordergrund. Die Vertreter der „Generation von 1940“ wie Ernesto Mejía Sánchez, Carlos Martínez Rivas (* 1924) und Ernesto Cardenal bezogen der Somoza-Diktatur gegenüber Stellung; andere Autoren verstummten. Die Intervention und den Aufstand machte der Prosaautor und Essayist Hernán Robleto (1892–1969) zum Gegenstand seines Romans Sangre en el trópico. La novela de la intervención yanki (1933 deutsch unter dem Titel „Es lebe die Freiheit“). Erst dieser Kampf der Sandinistas machte die Literatur Nicaraguas in Deutschland bekannt. Eines der bekanntesten Werke dieser Periode war der Roman „Die Erde dreht sich zärtlich, Compañera“ des Revolutionärs Omar Cabezas. Als Romanautor und Erzähler ragt Manolo Cuadra hervor, der sowohl der avantgardistischen Bewegung als auch schon der Generation von 1940 zugerechnet wird.

## Die folgenden Generationen

### Die „drei Ernestos“
Noch zur Generation der 1940er zählen Ernesto Mejía Sánchez (1923–1985), Carlos Ernesto Martínez Rivas (1924–1998) und Ernesto Cardenal (1925–2020), der Kulturminister der sandinistischen Regierung von 1979 bis 1987 war. Sie wurden die „Generation der drei Ernestos“ genannt. Ihre ersten Werke veröffentlichten sie in Mexiko, weil sie in Nicaragua nicht publizieren durften.
Ernesto Mejía Sánchez wurde zunächst mit seinem Werk in anderen Ländern Mittelamerikas und Mexikos bekannter als in Nicaragua. Schon mit 17 Jahren (1940) gründete er in Granada die Zeitschrift „La Tertulia“. Der Literaturwissenschaftler gilt als größter Kenner des Werks Rubén Daríos seiner Zeit. Über diesen und andere Schriftsteller und Dichter verfasste er etliche Monographien. Er war der Erfinder eines neuen Genres, des sog. Prosema, einer Mischung aus Vers und Prosa mit kurzen eindringlichen politischen Texten. Als Gegner Somozas ging er ins mexikanischen Exil, doch bestand seine starke Bindung an Nicaragua weiter. 1980 wurde er Botschafter Nicaraguas in Spanien, später in Argentinien. 1980 veröffentlichte er eine Auswahl seiner Gedichte unter dem Titel Recolección a mediodía („Sammlung am Mittag“). Sein Gedichtband La Carne contigua über den Inzest thematisiert viele Tabus und ist gleichzeitig voller Tabus, wie Ernesto Cardenal behauptete. Er gab mehr als ein Dutzend von Büchern zur hispanoamerikanischen Literatur heraus, die heute als Schlüsselwerke gelten. Mejía Sánchez starb an einem Lungenemphysem, das er sich bei seiner langjährigen Arbeit im Staub der Archive zugezogen hatte. In Nicaragua war er in den letzten Jahrzehnten in Vergessenheit geraten, wurde aber anlässlich des Festivals de Poesía de Granada 2016 wie viele andere Literaten der 1940er Jahre öffentlich geehrt und wieder ins Gedächtnis der Menschen gerufen.
Carlos Ernesto Martínez Rivas besuchte wie etliche der Avantgardisten Nicaraguas ebenfalls das Jesuitenkolleg in Granada, begann sehr jung zu schreiben und erhielt bereits mit 16 Jahren einen nationalen Preis für Poesie. Sein 1943 veröffentlichtes Gedicht El paraíso recobrado („Das wiedergefundene Paradies“) machte ihn auf einen Schlag bekannt und verschaffte ihm große Anerkennung. 1953 erschien in Mexiko sein wichtigstes Werk „La insurrección solitaria“ („Der einsame Aufstand“), das mehrfach (zuletzt 1997 in Madrid) wieder aufgelegt wurde. Er arbeitete im diplomatischen Dienst in Rom und Madrid. Nach dem Sieg der sandinistischen Revolution 1979 kehrte er nach Nicaragua zurück und erhielt in Managua einen Lehrstuhl. 1985 erhielt er den Premio Latinoamericano de Poesía Rubén Darío. Er wurde als tief religiös, aber von der Religion enttäuscht beschrieben, ein „rebellischer Mönch“, der bis zum Ende seines Lebens im Unklaren darüber blieb, ob er an Charles Baudelaire oder an Jesus Christus glauben sollte. Nach seinem Tod wurden jedoch über 2000 unveröffentlichte Gedichte in seinem Nachlass gefunden. Im Nachlass zu La insurrección solitaria („Die einsame Revolte“) finden sich Fragmente, die in ihrer prinzipiellen Unabgeschlossenheit an das Denken Nietzsches erinnern.
Ernesto Cardenal Martínez – in Deutschland im Allgemeinen Ernesto Cardenal genannt – stammt aus Granada, wo er wie fast alle seiner Kollegen das Jesuitenkolleg besuchte, ist als Befreiungstheologe und sozialistischer Kulturminister bekannt, aber auch als einer der bedeutenden Dichter Nicaraguas. Nach Studienaufenthalten in Mexiko, New York, verschiedenen europäischen Ländern und Kolumbien kehrte er 1952 nach Nicaragua zurück, musste das Land aber 1956 wegen seiner Teilnahme an der April-Revolution gegen die Diktatur Somozas erneut verlassen. Nach seiner Weihe zum katholischen Priester gründete er 1965 auf einer Insel im Nicaragua-See die Kommune Solentiname, die nach urchristlichen Prinzipien organisiert war. Die Kommune und ihre Einrichtungen wurden 1977 im Anschluss an die Besetzung einer Kaserne von Soldaten des Regimes zerstört. Cardenal musste erneut ins Exil nach Costa Rica gehen, wo er sich der sandinistischen Befreiungsfront FSLN anschloss. 1979 wurde er nach dem Sieg der Sandinistischen Revolution Kulturminister und begann eine umfassende und erfolgreiche Alphabetisierungskampagne. Er unterstützte die Gründung der Deutsch-Nicaraguanischen Bibliothek. 1994 verließ Cardenal die FSLN, weil er mit dem Führungsstil Daniel Ortegas nicht einverstanden war, und gründete gemeinsam mit Sergio Ramírez und Gioconda Belli eine neue nicht-autoritäre Partei. Seit 1994 widmete er sich verstärkt seinem literarischen Schaffen, bereiste viele Länder auch Europas und machte sein Werk bekannt. Sein großer Gedichtzyklus erschien 1995 in Deutschland unter dem Titel „Gesänge des Universums“. Auch andere seiner Bücher erschienen in deutscher Sprache. Heute lebt Ernesto Cardenal als freier Schriftsteller in Managua.

### Die Generation der 1950er
Von den der Generation der 1950er zuzurechnenden Autoren gingen während der Somoza-Diktatur viele ins Exil oder fielen der Repression zum Opfer wie Pedro Joaquín Chamorro (1924–1978) und die Lyriker Ricardo Morales Avilés (1939–1973) und Leonel Rugama (1949–1970), die zumeist ab 1965 mit Ernesto Cardenal in der Kommune Solentiname zusammengearbeitet hatten.
Pedro Joaquín Chamorro hatte Rechtswissenschaften studiert, arbeitete als junger Mann als Unternehmer in Mexiko, später als Journalist in Nicaragua und war Schriftsteller und Politiker. Er war Herausgeber von La Prensa, der einzigen großen Oppositionszeitung Nicaraguas unter der Somoza-Diktatur. 1957 bis 1960 lebte er im Exil in Costa Rica. Insgesamt war er fünf Mal aus politischen Gründen inhaftiert. Diese Zeit verarbeitete er literarisch in seinen Werken Estirpe sangrienta: Los Somozas 1958 („Blutige Abstammung“) und Diario de un Preso 1962 („Tagebuch eines Gefangenen“). 1978 wurde Chamorro ermordet. Seine Witwe Violeta Barrios de Chamorro, Redakteurin der liberalen La Prensa, war von 1990 bis 1996 Präsidentin Nicaraguas.
Ricardo Morales Avilés war Lehrer, schrieb für die von Chamorro herausgegebene La Prensa und schloss sich 1963 der FSLN an. Hier war er für die Verbreitung des sandinistischen Gedankenguts zuständig. Seine Poesie bediente sich einer einfachen und klaren, nicht metaphorischen, transparenten Sprache.
Leonel Rugama war in seinem kurzen Leben Lehrer für Mathematik, Guerillero der FSLN, Schachspieler und Dichter. 1967 schloss er sich der FSLN an und wurde sofort als Kämpfer im Gebirge eingesetzt. Hier begann er, Gedichte zu schreiben. Sein bekanntestes Gedicht La tierra es un satéllite de la Luna erschien in der Wochenbeilage von La Prensa.
In den 1950er Jahren führten neben den Dichtern vor allem die Erzähler und Schriftsteller die narrativen Innovationen aus anderen lateinamerikanischen Ländern ein. Dies sind insbesondere Guillermo Rothchuh Tablada (* 1926), Fernando Silva (1927–2016), Mario Cajina Vega (1929–1995) und der in Honduras geborene Lyriker und Erzähler Raúl Elvir (1927?–1998). Sie alle waren beeinflusst vom Zweiten Weltkrieg, vom Neorealismus und vom Film, vom Existenzialismus und vom Beatnik.
Die Literatur von Guillermo Rothchuh Tablada ist geprägt durch die flache, weite, wenig spektakuläre Landschaft von Chontales  – eines Landesteils östlich des Nicaragua-Sees –, seine Menschen, ihre einfache Sprache und ihre Vorstellungen vom Leben. Er thematisiert das Verhältnis von Mensch und Natur. Nach dem verheerenden Erdbeben in Managua von 1972 schrieb er ein Gedicht, das eine Hommage an den Baustoff Holz enthielt, denn nur die kleinen Holzhäuser hatten dem Beben widerstanden.
Lizandro Chávez Alfaro lenkte den Blick der nicaraguanischen Literatur auf die von den Nachkommen afrikanischer Sklaven aus Jamaika besiedelte karibische Küste, wo Kreol gesprochen wird.

### Die Generation der 1960er
Die Generation von 1950 bereitete den Jungen den Weg, die ihren Stil in den 1960ern entwickelten. Beeinflusst durch den Erfolg der kubanischen Revolution entstand innerhalb der Studentenschaft – bis dahin weder politisch noch literarisch in Erscheinung getreten – eine neue literarische Bewegung, deren wichtigstes Medium die Kurzgeschichte wurde. Diese Jungen machten sich durch „linke“ und „rechte“ Philosophien einen Namen: Die Linken wie Fernando Gordillo (1940–1967) und Sergio Ramírez (* 1941) wurden mit der Gruppe Ventana (Fenster) bekannt. Die literarische Zeitschrift Frente Ventana unter den Fittichen des Juristen und Schriftstellers Mariano Fiallos Gil (1907–1964), damals Rektor der Universität von Léon, stellte eine wichtige Plattform für zentralamerikanische Schriftsteller dar. Ihre literarischen und politischen Aktivitäten richteten sich gegen das Somoza-Regime. Die Rechten, angeführt wurden unter dem Namen Generación traicionada (Verratene Generation) bekannt. Zu ihnen gehörte der vom Existenzialismus beeinflusste Lyriker Iván Uriarte (* 1942), der längere Zeit in Frankreich gelebt hatte.
Im Umfeld dieser Gruppen entstanden weitere, von denen Los Bandoleros (Die Straßenräuber) mit Francisco de Asís Fernández (* 1945) und Jorge Eduardo Arellano (* 1946) bekannt wurden. Teils traten die Autoren als Unabhängige und nicht als Angehörige von Gruppen und Bewegungen auf, was für Nicaragua bis dahin typisch war. Nun wurden sie über die literarische Presse bekannt und nicht mehr über ihre politische Gruppenzugehörigkeit.
Juan Aburto (1918–1988) gilt als Pionier der modernen Erzählung in Nicaragua. Er veröffentlichte seine erste Sammlung von Erzählungen erst 1969, fühlte sich aber der Avantgarde der 1920er Jahre wie allen nachfolgenden Generationen eng verbunden. Er experimentierte mit einem phantastischen Erzählstil, kehrte aber später zum Realismus zurück. Selbst bis 1977 als Bankangestellter tätig, beschreibt er in seinen Erzählungen die städtische Welt Managuas, wobei seine Helden ebenso wie seine Anti-Helden häufig Bankangestellte oder Manager von Banken sind. Auch die Erdbeben und das Leben in den Elendsvierteln Managuas wurden zu Themen seiner meist kurzen Erzählungen.
Mario Cajina Vega (1929–1995), der zeitweise in Europa und den USA studierte und lebte, gilt neben Juan Aburto als einer der Begründer der modernen nicaraguanischen Erzählung. Er wurde auch für seine politische Poesie bekannt. 1960 gründete er einen Verlag – den Editorial Nicaragüense –, in dem er gemeinsam mit Sergio Ramírez Bücher mit hochwertigen Graphiken herausgab.
Raúl Elvir (1927–1998), von Beruf Ingenieur, war Dichter und Übersetzer. Als minutiöser Beobachter und Beschreiber von Naturphänomenen schrieb er eine Sammlung von 60 Erzählungen über Vögel in Nicaragua.
Viele nicaraguanische Autoren waren schon als Studierende in die studentischen Protestaktionen der späten 1950er eingebunden, die in dem Massaker vom 23. Juli 1959 gipfelten. Sergio Ramírez wurde zum Initiator der „Gruppe der Zwölf“, einer Gruppe von Intellektuellen, die den Sandinisten nahestanden. Er bezeichnete seinen Erzählstil selbst als „realistischen Realismus“; seine tragischen Helden scheitern an sich selbst oder Umständen. Im Unterschied zum Magischen Realismus erwecken seine präzisen Beschreibungen den Anschein großer Authentizität.

### Die späte Phase der Diktatur
In den 1970ern setzte sich diese Entwicklung der Auseinandersetzung mit der politischen und gesellschaftlichen Situation fort. Ihre kritische Haltung gegenüber der Somoza-Diktatur ließ viele Autoren am Kampf der FSLN teilnehmen. Hervorzuheben sind Álvaro Urtecho (* 1951) und Julio Valle Castillo (* 1952), die vor allem von Mejía Sánchez und Martínez Rivas beeinflusst waren.
Zu den bedeutendsten jüngeren Autorinnen zählen die Lyrikerinnen Gioconda Belli (* 1948) und Rosario Murillo (* 1951). Belli erregte mit ihren erotischen Gedichten Anfang der 1970er Jahre einen Skandal, schrieb später aber auch Romane und Kinderbücher. Als Unterstützerin der sandinistischen Befreiungsfront musste sie nach Mexiko und Costa Rica ins Exil gehen und kehrte später zurück. Auch die Lyrikerin Maria Amanda Rivas (* 1956) emigrierte 1978 nach Costa Rica.

## Nach 1979

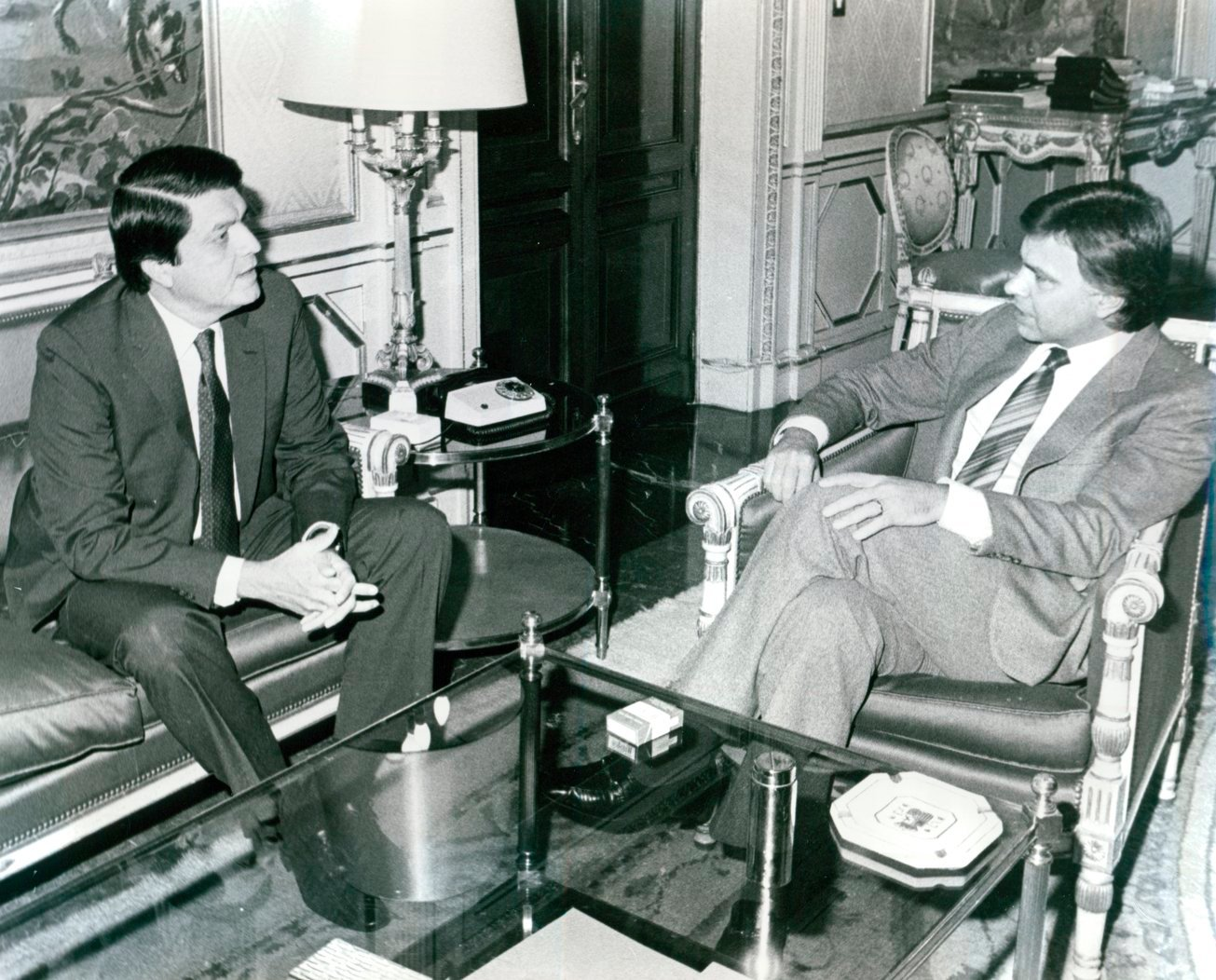
Der spanische Ministerpräsident Felipe González empfängt Sergio Ramírez am 22. April 1988 im Moncloa-Palast

Viele Intellektuelle und Dichter kamen zur Zeit der sandinistischen Revolution aus dem Ausland nach Managua. Ihre Publikationen haben unser Bild von Nicaragua mitgeprägt, so u. a. Antonio Skármeta, Eduardo Galeano, Günter Wallraff, Franz Xaver Kroetz, Erich Fried, Dorothee Sölle und Salman Rushdie. Der in Guatemala geborene Franz Galich (1951–2007) entfaltete sein schriftstellerisches Werk in Nicaragua.
Mit dem Sieg der Revolution 1979 hatte erstmals eine größere Zahl von Intellektuellen die Gelegenheit, politische Ämter zu übernehmen. Allerdings verloren sie damit ihre Unabhängigkeit. Ramírez pflegte Kontakte zur Sozialistischen Internationale. Seine Erzählungen und Romane wurden zum großen Teil ins Deutsche übersetzt. Unter Daniel Ortega wurde er Vizepräsident von Nicaragua, überwarf sich jedoch mit ihm und arbeitete verstärkt als Menschenrechtler. Eng verbunden mit der Sandinistischen Bewegung war Clara Alegría (1924–2018), die 1985 aus den USA zurückkehrte und populäre Romane, Lyrik (Flowers from the Volcano, engl. 2013) und politische Schriften veröffentlichte. Auch der Dichter, Essayist, Dramatiker, Übersetzer, Historiker und Diplomat José Coronel Urtecho (1906–1994) wandte sich vom Somoza-Regime ab und unterstützte die Sandinisten.

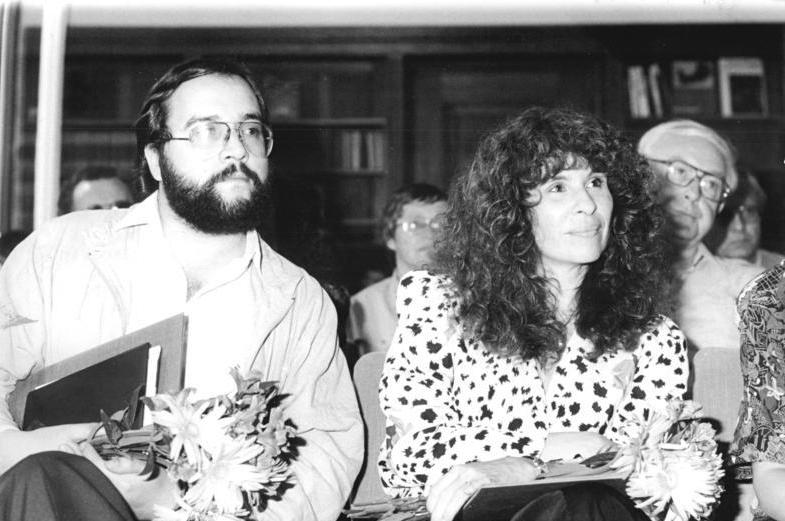
Gioconda Belli und der chilenische Schriftsteller Ramón Díaz Eterovic bei der Verleihung eines Literatur-Stipendiums, Berlin 1989

Einen internationalen Erfolg verzeichnete Gioconda Belli 1988 mit ihrem ersten Roman La mujer habitada („Bewohnte Frau“), der in der Tradition des magischen Realismus am Beispiel der Lebensgeschichte zweier Frauen auf Parallelen des Kampfes gegen die Diktatur mit dem gegen die spanischen Kolonialisten anspielt. Als erste afronicaraguanische Autorin gilt die Malerin und Somoza-Gegnerin June Beer (1935–1986), die im mit englischen Wörtern durchsetzten Creole der bis 1894 britischen Miskitoküste schrieb.

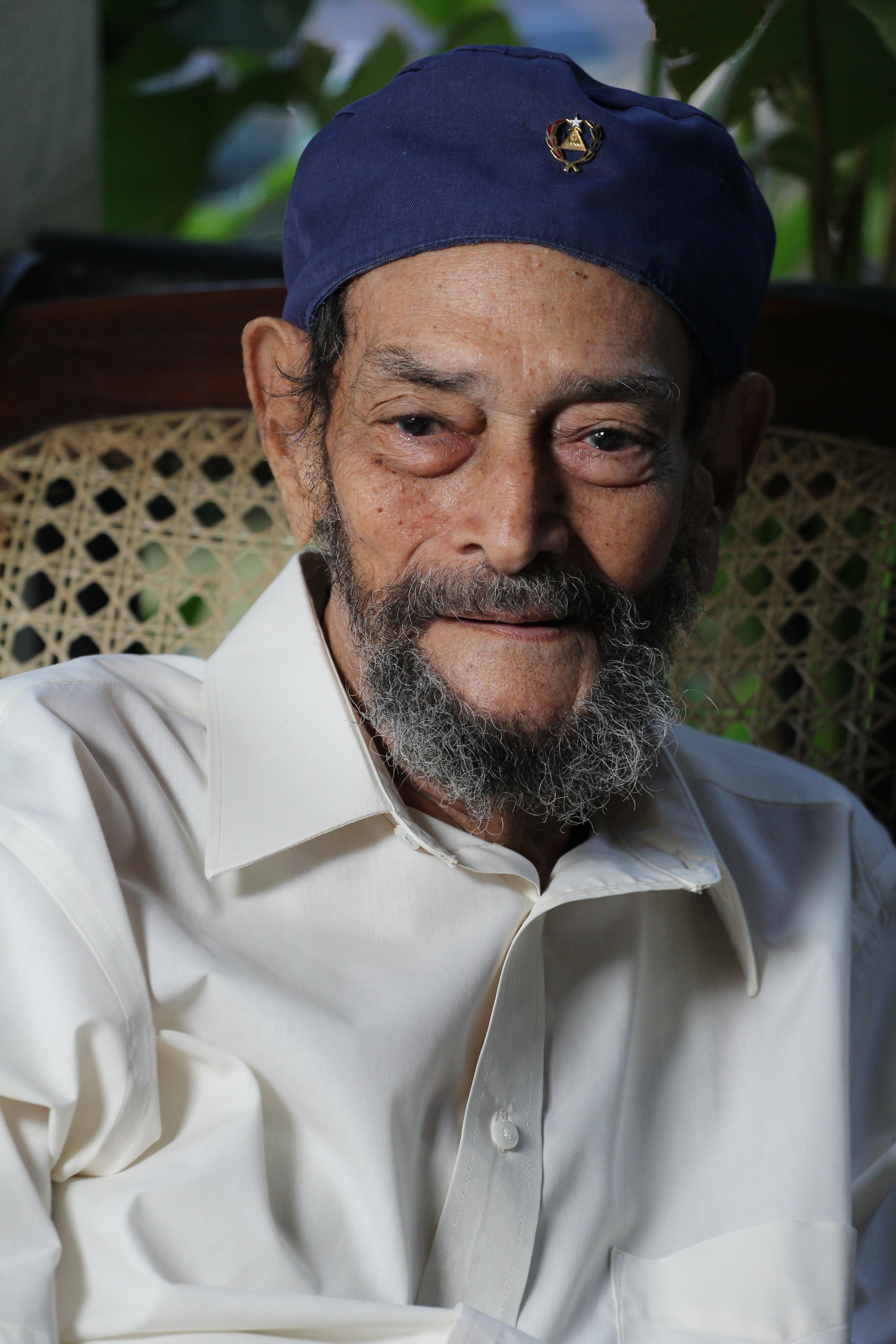
Fernando Silva Espinoza

Erst in den 1980er Jahren wurde das Werk von Fernando Silva Espinoza (1927–2016) bekannt und vielfach ausgezeichnet. Er war Kinderarzt und Leiter eines Kinderkrankenhauses in Managua, Dichter, Erzähler, Essayist und Maler. Natur und Alltagsleben waren häufige Themen seiner stilistische herausragenden Werke. Er machte sich um die Wiederentdeckung des indigenen Erbes verdient und erntete dafür viel Anerkennung. Er sprach Nahuatl; seine Arbeiten wurden ins Englische, Französische, Russische, Polnische, Tschechische, Ungarische, Deutsche und Italienische übersetzt. Wie viele andere Dichter und Schriftsteller war er Mitglied der FSLN.
Unter den jüngeren Autoren, der Generación de Mollina, wurde Ariel Montoya (* 1964) als Dichter, Zeitschriftenautor und Herausgeber von Anthologien bekannt und 1999 mit dem Premio Rubén Darío ausgezeichnet. Die Schriftsteller und Poeten dieser Generation eroberten sich ihren festen Platz in den literarischen Beilagen der großen Tageszeitungen. Als großes Nachwuchstalent galt der Erzähler Ulises Juárez Polanco, der 2017 im Alter von nur 33 Jahren verstarb.

## Gegenwart
Im Laufe der Zeit überwog die Enttäuschung der Intellektuellen über den Verlauf der Sandinistischen Revolution. Der Lyriker und Erzähler Berman Bans (* 1976) trat 2002 in den Kapuzinerorden ein und lebt heute in Honduras. María del Carmen Pérez (* 1971) ging 2013 nach Chile. Wo früher Zensur und Unterdrückung herrschte, gerieten in einer liberaleren, ja neoliberalen, aber nach wie vor von einem korrupten Clan beherrschten Gesellschaft viele Schriftsteller wie Gioconda Belli in Widerspruch zu ihren früheren politischen Weggefährten. In El país bajo mi piel (2001) blickt sie auf ihre Beteiligung an der Sandinistischen Bewegung zurück; in El país de las mujeres (2010) beschreibt sie die Fiktion eines von der Frauenpartei der „Erotischen Linken“ regierten Landes (diese Bewegung gab es tatsächlich in den 1980er Jahren). Der Literaturwissenschaftler und Romancier Erick Aguirre Aragón (* 1961) zeichnet in seinem Roman Un sol sobre Managua (2018) ein Bild seiner Generation nach dem Scheitern des Sandinismo. Die Metapher der Sonne wird von ihm ironisch benutzt: Eigentlich beschreibt er eine dunkle Hölle.
Seit der brutalen Niederschlagung der Unruhen 2018 durch Präsident Ortega existiert eine Kultur des Widerstands, die mit der Sandinistischen Revolution nicht mehr zu tun haben will. Sergio Ramírez, der 2017 den Cervantespreis für seinen Kriminalroman
El cielo llora por mí (dt.: Der Himmel weint um mich, 2015) und den Roman „Baile de máscaras“ (1997, dt. Maskentanz, 1998) über seinen Geburtsort und seine Familie erhielt, nahm 2018 die spanische Staatsangehörigkeit an, nachdem ihm die Verhaftung drohte. Vor der Präsidentschaftswahl 2021 verließen erneut viele Intellektuelle das Land, u. a. auch Gioconda Belli, nun zum zweiten Mal.